# بورصة شنغهاي
بورصة شنغهاي ( SSE ) هي بورصة للأوراق المالية تقع في مدينة شنغهاي، الصين. إنها واحدة من البورصتين العاملتين بشكل مستقل في جمهورية الصين الشعبية، والآخرى هي بورصة شنتشن. تعد بورصة شنغهاي رابع أكبر سوق للأوراق المالية في العالم من حيث القيمة السوقية عند 5.5 تريليون دولار أمريكي اعتباراً من إبريل 2018. بخلاف بورصة هونغ كونغ للأوراق المالية ، لا تزال بورصة شانغهاي مفتوحة بالكامل أمام المستثمرين الأجانب وغالبًا ما يتم التلاعب بها بقرارات الحكومة المركزية. هذا بسبب القيود الصارمة على حساب رأس المال التي تمارسها سلطات البر الرئيسي الصيني .
تم إعادة تأسيس البورصة الحالية في 26 نوفمبر 1990 ، وكانت تعمل في 19 ديسمبر من نفس العام. إنها منظمة غير ربحية تديرها مباشرة هيئة تنظيم الأوراق المالية الصينية (CSRC).
توفر غرفة شنغهاي للمقاصة الأمن للمشاركين في الأسواق المالية، وأغراض فعالة لتطوير خدمات المقاصة، ولكن أيضًا موصلة إلى التعاون والتعاون بين النظراء الدوليين. يوفر المقاصة المركزية للطرف المقابل من العملات الأجنبية في سوق ما بين البنوك، بما في ذلك المقاصة والتسوية وإدارة الهامش وإدارة الضمانات وخدمات المعلومات والخدمات الاستشارية وإدارة الشؤون الإدارية ذات الصلة ضمن أعمال أخرى.

## أعلى أكبر 10 أسهم شركات في بورصة شنغهاي
المصدر: MarketCapitalizations.com  (قيم السوق باليوان / يوان صيني). البيانات مرتبة حسب القيمة السوقية. تم التحديث في 1 يناير 2015
1. بتروتشاينا (1750.3 مليار دولار)
2. البنك الصناعي والتجاري الصيني (1,289.1 مليار دولار)
3. البنك الزراعي الصيني (1,090.9 مليار دولار)
4. بنك الصين (813.0 مليار دولار)
5. الصين للتأمين على الحياة (711.1 مليار دولار)
6. الصين للبترول والكيماويات (592.4 مليار دولار)
7. بينغ آن للتأمين (357.5 مليار دولار)
8. بنك التجار الصيني (342.2 مليار دولار)
9. شركة شنهوا للطاقة الصينية (334.6 مليار دولار)
10. سيتيك للأوراق المالية (333.5 مليار دولار)

### قوائم
- قائمة شركات الاسمدة النيتروجينية في جمهورية الصين الشعبية
- قائمة البورصات

## روابط خارجية
- بورصة شنغهاي (بالإنجليزية)
- القيمة السوقية التاريخية لأكبر الشركات المدرجة في البورصة (بالإنجليزية)